# Przewodniczący parlamentu ZSRR

## Przewodniczący Prezydium Rady Najwyższej ZSRR
- tymczasowo

| #   | Imię i Nazwisko                   | Portret | Kadencja            | Kadencja            | Partia polityczna | Partia polityczna               |
| #   | Imię i Nazwisko                   | Portret | Od                  | Do                  | Partia polityczna | Partia polityczna               |
| --- | --------------------------------- | ------- | ------------------- | ------------------- | ----------------- | ------------------------------- |
| 1   | Michaił Kalinin (1875–1946)       |         | 17 stycznia 1938    | 19 marca 1946       |                   | WKP(b)                          |
| 2   | Nikołaj Szwernik (1888–1970)      |         | 19 marca 1946       | 6 marca 1954        |                   | WKP(b) (do 1952) KPZR (od 1952) |
| 3   | Klimient Woroszyłow (1881–1969)   |         | 14 marca 1953       | 7 maja 1960         |                   | KPZR                            |
| 4   | Leonid Breżniew (1906–1982)       |         | 7 maja 1960         | 15 lipca 1964       |                   | KPZR                            |
| 5   | Anastas Mikojan (1895–1978)       |         | 15 lipca 1964       | 9 grudnia 1965      |                   | KPZR                            |
| 6   | Nikołaj Podgorny (1903–1983)      |         | 9 grudnia 1965      | 16 czerwca 1977     |                   | KPZR                            |
| (4) | Leonid Breżniew (1906–1982)       |         | 16 czerwca 1977     | 10 listopada 1982   |                   | KPZR                            |
| -   | Wasilij Kuzniecow (1901–1990)     |         | 10 listopada 1982   | 16 czerwca 1983     |                   | KPZR                            |
| 7   | Jurij Andropow (1914–1984)        |         | 16 czerwca 1983     | 9 lutego 1984       |                   | KPZR                            |
| -   | Wasilij Kuzniecow (1901–1990)     |         | 9 lutego 1984       | 11 kwietnia 1984    |                   | KPZR                            |
| 8   | Konstantin Czernienko (1911–1985) |         | 11 kwietnia 1984    | 10 marca 1985       |                   | KPZR                            |
| -   | Wasilij Kuzniecow (1901–1990)     |         | 10 marca 1985       | 2 lipca 1985        |                   | KPZR                            |
| 9   | Andriej Gromyko (1909–1989)       |         | 2 lipca 1985        | 1 października 1988 |                   | KPZR                            |
| 10  | Michaił Gorbaczow (1931–2022)     |         | 1 października 1988 | 25 maja 1989        |                   | KPZR                            |

### Przewodniczący Rady Najwyższej
| # | Imię i Nazwisko               | Portret | Kadencja      | Kadencja        | Partia polityczna | Partia polityczna |
| # | Imię i Nazwisko               | Portret | Od            | Do              | Partia polityczna | Partia polityczna |
| - | ----------------------------- | ------- | ------------- | --------------- | ----------------- | ----------------- |
| 1 | Michaił Gorbaczow (1931–2022) |         | 25 maja 1989  | 15 marca 1990   |                   | KPZR              |
| 2 | Anatolij Łukjanow (1930–2019) |         | 15 marca 1990 | 4 września 1991 |                   | KPZR              |

## Lista przewodniczących Rady Narodowości
| #  | Imię i Nazwisko               | Portret | Kadencja         | Kadencja         | Partia polityczna | Partia polityczna               |
| #  | Imię i Nazwisko               | Portret | Od               | Do               | Partia polityczna | Partia polityczna               |
| -- | ----------------------------- | ------- | ---------------- | ---------------- | ----------------- | ------------------------------- |
| 1  | Nikołaj Szwernik              |         | 12 stycznia 1938 | 10 lutego 1946   |                   | WKP(b)                          |
| 2  | Wasilij Kuzniecow (1901–1990) |         | 12 marca 1946    | 12 czerwca 1950  |                   | WKP(b)                          |
| 3  | Żumabaj Szajachmetow          |         | 12 czerwca 1950  | 20 kwietnia 1954 |                   | WKP(b) (do 1952) KPZR (od 1952) |
| 4  | Vilis Lācis                   |         | 20 kwietnia 1954 | 27 marca 1958    |                   | KPZR                            |
| 5  | Jānis Peive                   |         | 27 marca 1958    | 2 sierpnia 1966  |                   | KPZR                            |
| 6  | Justas Paleckis               |         | 2 sierpnia 1966  | 14 lipca 1970    |                   | KPZR                            |
| 7  | Yodgor Nasriddinova           |         | 14 lipca 1970    | 25 lipca 1974    |                   | KPZR                            |
| 8  | Vitālijs Rubenis              |         | 25 lipca 1974    | 11 kwietnia 1984 |                   | KPZR                            |
| 9  | Augusts Voss                  |         | 11 kwietnia 1984 | 25 maja 1989     |                   | KPZR                            |
| 10 | Rafiq Nishonov                |         | 6 czerwca 1989   | 5 września 1991  |                   | KPZR                            |

## Przewodniczący Rady Republik
| # | Imię i Nazwisko      | Portret | Kadencja             | Kadencja        | Partia polityczna | Partia polityczna |
| # | Imię i Nazwisko      | Portret | Od                   | Do              | Partia polityczna | Partia polityczna |
| - | -------------------- | ------- | -------------------- | --------------- | ----------------- | ----------------- |
| 1 | Anuarbek Alimzchanow |         | 29 października 1991 | 26 grudnia 1991 |                   | bezpartyjny       |

## Lista przewodniczących Rady Związku
| #  | Imię i Nazwisko        | Portret | Kadencja             | Kadencja             | Partia polityczna | Partia polityczna               |
| #  | Imię i Nazwisko        | Portret | Od                   | Do                   | Partia polityczna | Partia polityczna               |
| -- | ---------------------- | ------- | -------------------- | -------------------- | ----------------- | ------------------------------- |
| 1  | Andriej Andriejew      |         | 12 stycznia 1938     | 10 lutego 1946       |                   | WKP(b)                          |
| 2  | Andriej Żdanow         |         | 12 marca 1946        | 25 lutego 1947       |                   | WKP(b)                          |
| 3  | Iwan Parfenow          |         | 25 lutego 1947       | 12 czerwca 1950      |                   | WKP(b)                          |
| 4  | Michaił Jasnow         |         | 12 czerwca 1950      | 14 marca 1954        |                   | WKP(b) (do 1952) KPZR (od 1952) |
| 5  | Aleksandr Wołkow       |         | 20 kwietnia 1954     | 14 lipca 1956        |                   | KPZR                            |
| 6  | Pawieł Łobanow         |         | 14 lipca 1956        | 18 marca 1962        |                   | KPZR                            |
| 7  | Iwan Spiridonow        |         | 23 kwietnia 1962     | 14 czerwca 1970      |                   | KPZR                            |
| 8  | Aleksiej Szytikow      |         | 14 lipca 1970        | 11 kwietnia 1984     |                   | KPZR                            |
| 9  | Lew Tołkunow           |         | 11 kwietnia 1984     | 24 maja 1988         |                   | KPZR                            |
| 10 | Jurij Christoradnow    |         | 24 maja 1988         | 25 maja 1989         |                   | KPZR                            |
| 11 | Jewgienij Primakow     |         | 3 czerwca 1989       | 31 marca 1990        |                   | KPZR                            |
| 12 | Iwan Łaptew            |         | 3 kwietnia 1990      | 21 października 1991 |                   | KPZR                            |
| 13 | Konstantin Lubenczenko |         | 28 października 1991 | 2 stycznia 1992      |                   | bezpartyjny                     |